# الوسعة
الوسعة مزرعة (قرية صغيرة) في ناحية عين النسر التابعة لمنطقة حمص في محافظة حمص في سورية.